# Carex manca
Carex manca är en halvgräsart som beskrevs av Francis M.B. Boott. Carex manca ingår i släktet starrar, och familjen halvgräs.

## Underarter
Arten delas in i följande underarter:
- C. m. jiuhuaensis
- C. m. manca
- C. m. takasagoana
- C. m. wichurae